# Carcar
Carcar é uma cidade de quinta classe de renda da cidade na província Cebu, nas Filipinas. De acordo com o censo de 1 maio  de  2020 possui uma população de 136 453 pessoas e 32 075 domicílios.